# Pagella

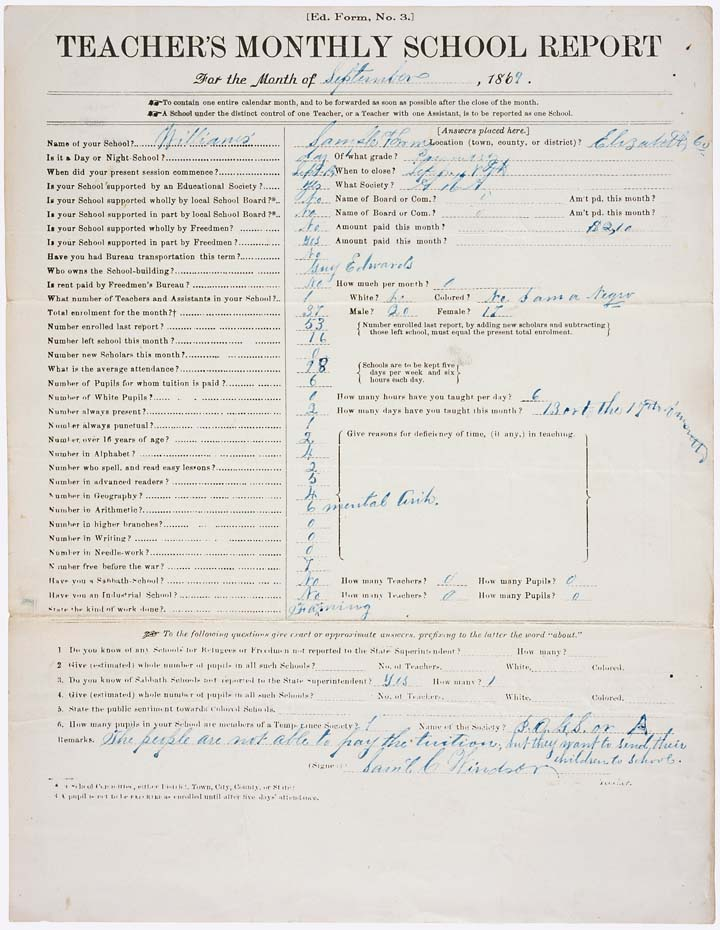
Un esempio di Rapporto mensile nella Williams School in Virginia, Stati Uniti.

La pagella, chiamata anche scheda di valutazione, o documento di valutazione, è lo strumento, con validità legale, attraverso il quale le scuole (in Italia le scuole primarie e secondarie, statali e paritarie) periodicamente comunicano la sintesi dei risultati scolastici. Tali esiti, definiti collegialmente dai docenti del Consiglio di Classe ed espressi sotto forma di giudizi descrittivi o di voto, riguardano le discipline, la condotta e la frequenza di ciascuno studente. Un tempo su carta, successivamente in formato elettronico, la pagella viene consegnata alle famiglie sia in corso d'anno, a seguito di scrutini intermedi, sia alla fine dell'anno scolastico. Le informazioni riportate nella pagella sono richieste nel passaggio ad altra scuola e per l'ammissione all'anno successivo all'interno di un ciclo scolastico.

## Storia
La pagella, documento pubblico con valore legale, vincolante per l'accesso dello studente ai percorsi successivi, svolge una funzione amministrativo-certificativa; inoltre, come rapporto periodico sui risultati degli studenti alle famiglie e agli studenti, essa svolge una funzione comunicativa e anche pedagogica, almeno nelle intenzioni, come stimolo per gli studenti al miglioramento. La prima funzione, amministrativo-certificativa, caratterizza la pagella - indicata come Attestato - nella riforma delle scuole di base austro-ungariche, ispirata all'esperienza prussiana condotta dall'abate Johann Ignaz Felbiger alla fine del Settecento. La seconda funzione, comunicativa, contraddistingue la report card come strumento non formalizzato, sperimentato da insegnanti statunitensi nella prima metà dell'Ottocento per affrontare nella pratica il problema della gestione della classe. In entrambi i casi la pagella e il suo uso non riguardano la scuola terziaria.
Era invece nata dalla pratica, e non da norme statali, la report card sperimentata nella prima metà dell'Ottocento da insegnanti come George Willson di una scuola dello Stato di New York. Nel 1835, durante un incontro di docenti preoccupati per «il disimpegno dei genitori, il disinteresse e la riluttanza a sostenere gli insegnanti nelle controversie disciplinari», Wilson propose come nuova tattica da lui sperimentata una report card settimanale, con la quale informava i genitori «sulla puntualità, il comportamento e il merito comparativo dell'allievo durante le sue lezioni”. Anche le pagelle usate da Willson e da altri docenti come lui rispondevano,  ricorrendo a un mezzo alternativo all'uso della punizione corporale, ad un bisogno di controllo: era urgente e pratico e riguardava non sudditi ma adolescenti ribelli. Tale controllo si esercitava attraverso il metodo meritocratico del confronto tra studenti, con una classificazione stilata in base alle loro prestazioni. Wilson attribuiva inoltre alla pagella anche una valenza politica, come mezzo attraverso il quale poteva instillare nei suoi allievi la Ragione illuminista e la virtù civica repubblicana.

### Nella storia d'Italia

#### Scuole austro-ungariche
Un'indicazione contenuta nella legge austriaca di riforma delle scuole di base («normali»), del 1774 affermava che gli insegnanti dovevano compilare mensilmente il «prospetto delle presenze» e una «tabella» con gli esiti di ciascun alunno da inviare all'ispettore a fine anno. La sua applicazione era estesa anche alle regioni italiane che allora facevano parte dell'impero austro-ungarico: così in Trentino, in una lettera indirizzata al direttore generale dei ginnasi, si segnalava l'esistenza di «un ordine che i giovani non possano metter piedi in ginnasio, qualora non portino gli Attestati delle scuole normali». L'Attestato scolastico fu successivamente regolamentato nel 1805 con norme più dettagliate. Questi cambiamenti avvenivano nel momento in cui il dispotismo illuminato di Maria Teresa d'Austria stava istituendo la scuola di stato, che si voleva innovare sotto il profilo organizzativo e del metodo di insegnamento: attraverso un rigido sistema di controllo si mirava all'educazione dei sudditi, affinché potessero introiettare «forme di disciplinamento dei pensieri e dei comportamenti tanto pubblici quanto privati».

#### Scuola dell'Unità d'Italia
Nel momento in cui l'Italia si stava unificando, si elaborava una legge che prevedeva l'obbligatorietà di frequenza dei primi due anni della scuola elementare. Influenzate dal modello austriaco e prussiano applicate nel Lombardo Veneto sotto il dominio austriaco, le norme applicative del 1860 della Legge Casati nelle scuole elementari prevedevano, a proposito della pagella, due modelli nazionali per la valutazione:
- Attestato di frequenza e di promozione, che faceva riferimento all'idoneità dello studente sulla base della frequenza e dei risultati del percorso scolastico espressi in trentesimi;
- Registro annuale, con la raccolta dei voti per mese, dove non era specificata la scala; degli esiti degli esami di metà anno, fine anno e ottobre (di riparazione), con scala in trentesimi; delle osservazioni particolari, con indicazioni dei premi e dei castighi meritati.

Nel 1888, un Regio Decreto aggiungeva i modelli nazionali del Certificato degli esami di proscioglimento dall'obbligo dell'struzionone elementare inferiore e il Certificato di licenza elementare superiore, riportanti gli esiti degli esami conclusivi. All'art. 84 del Regolamento Unico per l'istruzione elementare di quell'anno si precisano le scale di punteggi, per materia e complessivi: «L'alunno che, sommati i punti degli esami scritti ed orali con quelli della media per lo studio e per la condotta dell'anno, avrà conseguito i sei decimi, sarà dichiarato idoneo, purchè abbia la sufficienza nel saggio scritto d'italiano. Per esprimere il voto d'idoneità, la frazione si ridurrà in trentesimi».

#### La riforma degli anni '20
Nel Regio Decreto del 1928 contenente il testo unico sulla istruzione elementare, nella sezione dedicata si precisavano in dieci articoli, della pagella, le modalità di rilascio, con marca da bollo, da parte del preside; si fornivano istruzioni sulla conservazione o i passaggi dei vari documenti. Per l'accesso alle scuole elementari i fanciulli dovevano necessariamente «fornirsi» della pagella, da presentare «in bianco» alla scuola, portando «anche quella relativa all'anno precedente», pena l'impossibilità dell'iscrizione. Le famiglie dovevano acquistare il documento al prezzo di cinque lire, ma ne era prevista la «gratuità o il prezzo ridotto per i fanciulli più bisognosi». La gestione della pagella «per gli opportuni controlli da parte del direttore didattico» era assegnata al maestro. Il Capo III R.D.del 1928, nel riprendere le norme precedenti, definiva nel dettaglio gli aspetti legati alla funzione amministrativo-certificativa della pagella, attestante la frequenza, il profitto annotato durante l'anno scolastico e il risultato degli esami. Se ne dichiarava il valore legale, se debitamente redatta e firmata. Alla famiglia, cui era riconosciuta la possibilità di chiederla per visione durante l'anno, o in caso di trasferimento; veniva riconsegnata a fine anno, debitamente compilata. Lo studente che smarriva la pagella avrebbe potuto  richiederla al maestro dell'ultima classe da lui frequentata, da cui era stato promosso. La violazione delle norme imputabile a colpa del direttore o del maestro è punibile disciplinarmente come mancanza grave ai doveri d'ufficio. Per quanto riguarda l'istruzione media, le caratteristiche della pagella sono descritte nel Regio Decreto del 1929, dove si specifica che essa è fornita «a cura dell'istituto» e che riporta «i dati di stato civile, la provenienza scolastica, i voti degli scrutini bimestrali, i risultati dello scrutinio finale e degli esami la classificazione annuale di educazione fisica, i versamenti delle tasse o la relativa deliberazione di esonero, e gli eventuali provvedimenti disciplinari». Si prevede esplicitamente il coinvolgimento della famiglia nella presa d'atto dei risultati: «La pagella è consegnata all'alunno alla fine di ogni bimestre per la controfirma del padre, o di chi ne fa le veci, e gli è definitivamente rilasciata all'inizio dell'anno scolastico successivo o al momento del passaggio ad altro istituto o dell'abbandono della scuola».

## Scale di voti
Nel riportare in pagella la valutazione di sintesi, sommativa, le scuole utilizzano una scala nazionale, in riferimento alla quale sono rapportati i risultati degli studenti. Tali risultati sono espressi con un voto, numerico, in lettere o in forma verbale, che può essere associato ad un punteggio e/o a un giudizio sintetico. L’interpretazione di un voto è quindi legata alla sua posizione all’interno della scala, nella quale viene definito anche il livello necessario/sufficiente che condiziona, a conclusione di un segmento o di un ciclo scolastico, la transizione al segmento o al ciclo successivo all'interno del sistema nazionale.
Le scale di voti nei vari Paesi variano, oltre che per il numero dei livelli e per la loro espressione, anche per l'indicazione del livello della sufficienza o dell'eccellenza. Il voto riportato a conclusione di un ciclo può rappresentare un vincolo al passaggio a certi tipi di percorso del ciclo successivo.

### I voti in Italia

#### Scuole primarie
Dall'anno scolastico 2020-21, in Italia la pagella delle scuole primarie presenta una scala nazionale caratterizzata da quattro livelli, a ciascuno dei quali corrispondono giudizi descrittivi standard sugli apprendimenti per ciascuna disciplina, cocmprese la religione e l'educazione civica, e per il comportamento. I quattro livelli sono così definiti dal Ministero:
- Avanzato: l’alunno porta a termine compiti in situazioni note e non note, mobilitando una varietà di risorse sia fornite dal docente, sia reperite altrove, in modo autonomo e con continuità.
- Intermedio: l’alunno porta a termine compiti in situazioni note in modo autonomo e continuo; risolve compiti in situazioni non note, utilizzando le risorse fornite dal docente o reperite altrove, anche se in modo discontinuo e non del tutto autonomo.
- Base: l’alunno porta a termine compiti solo in situazioni note e utilizzando le risorse fornite dal docente, sia in modo autonomo ma discontinuo, sia in modo non autonomo, ma con continuità.
- In via di prima acquisizione: l’alunno porta a termine compiti solo in situazioni note e unicamente con il supporto del docente e di risorse fornite appositamente.

Nella scuola primaria è rara la non ammissione all'anno successivo.

#### Scuole secondarie
La scheda di valutazione delle scuole secondarie di primo e secondo grado riporta invece voti espressi in decimi, da 1 a 10, essendo escluso lo zero e le frazioni decimali.
Non esiste una tabella nazionale di corrispondenze standard tra voti e giudizi o voti e descrittori, essendo delegata a ciascuna istituzione scolastica autonoma la definizione dei criteri di valutazione e degli obiettivi di apprendimento; questi sono pubblicati nel P.T.O.F., in coerenza con le indicazioni nazionali e le linee guida specifiche per i diversi livelli. La soglia della sufficienza è pari a 6/10. Il punteggio finale dell'Esame di Stato a conclusione del secondo ciclo non è tuttavia espresso in decimi, ma in centesimi, con la soglia di sufficienza pari a 60/100.

#### Requisiti della promozione
Le informazioni della pagella italiana che rappresentano condizioni che impediscono l'ammissione all'anno successivo non riguardano solamente i risultati di apprendimento espressi dal voto insufficiente, inferiore ai 6/10, ma anche il voto o giudizio sul comportamento (la condotta) e la frequenza, coè il numero delle assenze durante l'anno scolastico.
- La frequenza: l'ammissione all'anno successivo può avvenire quando il numero di assenze non supera il 25% delle ore previste nei vari gradi e ordini di scuola;
- il voto di condotta: riguarda la scuola secondara di primo e di secondo grado:[30] si fa riferimento allo Statuto delle Studentesse e degli studenti dove si prevedono "sanzioni ... che implicano l'esclusione dallo scrutinio finale o la non ammissione all'esame di Stato conclusivo del corso di studi".
- I voti insufficienti nelle discipline: nella scuola secondaria di primo grado, dove il comportamento viene espresso con un giudizio descrittivo, si prevede la possibilità di non ammissione dell'alunno anche con una sola valutazione negativa in pagella, considerata l'inefficacia degli interventi di recupero e compensazione che la scuola deve effettuare.[31] Nella scuola secondaria di secondo grado, per essere ammessi alla classe successiva è necessaria una valutazione sufficiente in tutte le materie, compresa la condotta. Con il conseguimento di una o più valutazioni insufficienti si presentano due alternative, a seconda del giudizio sulla gravità della situazione espresso dal Consiglio di Classe: la non ammissione alla classe successiva o la sospensione del giudizio (ciò che viene colloquialmente detto: "debito" o "essere rimandati a settembre"); in questo secondo caso lo studente dovrà sostenere, prima dell'inizio dell'anno scolastico successivo, una prova di recupero in ognuna delle materie insufficienti. Dall'anno scolastico 2018/2019, gli studenti che all'ultimo anno di corso riportano una insufficienza in una materia possono essere ammessi all'esame ugualmente. Il voto insufficiente concorre alla media insieme con gli altri voti riportati, contribuendo a determinare la fascia di credito per il punteggio finale dell'Esame di Stato; tale punteggio viene completato con la valutazione di prove nazionali da parte di una commissione con una componente esterna.

| Media dei voti | Fasce di credito III ANNO | Fasce di credito IV ANNO | Fasce di credito V ANNO |
| -------------- | ------------------------- | ------------------------ | ----------------------- |
| M < 6          | -                         | -                        | 7-8                     |
| M=6            | 7-8                       | 8-9                      | 9-10                    |
| 6 < M ≤ 7      | 8-9                       | 9-10                     | 10-11                   |
| 7 < M ≤ 8      | 9-10                      | 10-11                    | 11-12                   |
| 8 < M ≤ 9      | 10-11                     | 11-12                    | 13-14                   |
| 9 < M ≤ 10     | 11-12                     | 12-13                    | 14-15                   |

#### Discipline valutate
Nella scuola primaria e secondaria di primo grado i voti si riferiscono, oltre al comportamento, alle seguenti discipline riportate nel documento di valutazione:
Italiano, Storia, Geografia, Inglese, Seconda lingua comunitaria (solo nella secondaria di primo grado: francese, spagnolo o tedesco solitamente), Matematica, Scienze, Tecnologia, Arte, Musica, Scienze motorie e sportive, Religione cattolica (I.R.C.)/Attività alternativa (A.R.C.), Educazione civica.
Per gli istituti secondari di secondo grado, accanto alle discipline generaliste - Italiano, Storia, Lingua straniera, Matematica, Scienze, Scienze motorie e sportive, Religione cattolica (I.R.C.)/Attività alternativa (A.R.C.) - le discipline variano in base all'indirizzo.

#### Caratteristiche delle scale nazionali
La scala dei voti non è necessariamente numerica e non necessariamente decimale, come appare, ad esempio, nelle scale dei voti in lettere della scuola statunitense o in quindicesimi della scuola tedesca. Si osserva una frequente associazione di tra voti e punteggi, i primi considerati più esposti all'arbitrarietà dei docenti, i secondi ritenuti più oggettivi.
I risultati della valutazione possono essere espressi non solamente attraverso un voto numerico, ma anche in lettere (con eventuali aggiunte di + e -, per affinare la valutazione, come avviene negli Stati Uniti) e attraverso descrittori verbali nella forma di aggettivi (ad esempio sufficiente, buono, eccellente, avanzato).
| Voti in lettere         | A          | B     | C           | D       | F             |
| Punteggio numerico      | 90-100     | 80-90 | 70-80       | 60-70   | sotto il 60   |
| Descrittori del livello | Eccellente | Buono | Sufficiente | Carente | Insufficiente |

| Scala Scuola Secondaria             | +          | 1          | -          | +     | 2     | -     | +             | 3             | -             | +           | 4           | -           | +       | 5       | -       | 6             |
| Scala Scuola Secondaria - Gymnasium | 15         | 14         | 13         | 12    | 11    | 10    | 9             | 8             | 7             | 6           | 5           | 4           | 3       | 2       | 1       | 0             |
| Descrittori del livello             | Eccellente | Eccellente | Eccellente | Buono | Buono | Buono | Soddisfacente | Soddisfacente | Soddisfacente | Sufficiente | Sufficiente | Sufficiente | Carente | Carente | Carente | Insufficiente |

Le scale nazionali caratterizzano in particolare le scuole secondarie, anche se ciò non significa che non sia possibile la coincidenza di queste con le scale delle scuole primarie. In Germania, ad esempio, la scala della scuola primaria coincide con la quella della scuola secondaria di primo grado.
| Scala dei voti     | 1+            | 1             | 1-            | 2+    | 2     | 2-    | 3+    | 3     | 3-    | 4+   | 4    | 4- | 5,6 |
| Punteggio numerico | 90–100; 80-89 | 90–100; 80-89 | 90–100; 80-89 | 70-79 | 70-79 | 60-69 | 60-69 | 50–59 | 50–59 | 0-49 | 0-49 |    |     |

#### Scuole primarie
Nelle scuole primarie di vari Paesi la valutazione è spesso prevalentemente formativa e non necessariamente si riferisce a standard nazionali; le comunicazioni della scuola sui risultati degli alunni abbracciano aspetti ad ampio raggio, non solo disciplinare, per questo spesso non sono utilizzate scale numeriche, ma livelli con giudizi, come avviene in Italia e, ad esempio, in Romania.
| Romania, scuola primaria | Romania, scuola primaria |
| Qualificativo            | Traduzione               |
| ------------------------ | ------------------------ |
| Foarte Bine              | Molto bene               |
| Bine                     | Bene                     |
| Suficient                | Sufficiente              |
| Insuficient              | Insufficiente            |

Talora la comunicazione dei voti avviene invece solo attraverso un colloquio, come accade in Svezia; i voti possono anche non essere assegnati, come accade ad esempio in Finlandia.
Per altro verso l'adozione di una scala nazionale, come accade in vari Paesi, ad esempio in Gran Bretagna, è prevista in occasione di esami per il passaggio alla scuola secondaria. L'ampiezza della scala inglese, variabile da un minimo di 80 punti ad un massimo di 120, è utilizzata nella valutazione delle prove del curriculum nazionale alla fine della scuola primaria.  Sulla base di tabelle nazionali di conversione, il punteggio grezzo assegnato ad una prova viene convertito in punteggio “scalato”, diverso da una materia all’altra: al medesimo punteggio grezzo – pari a 3 – corrispondono infatti 82 punti scalati in lettura e 80 punti in matematica, grammatica inglese, punteggiatura e ortografia.

#### Scale nazionali in evoluzione
Con l'evolversi delle ricerche nel settore e delle politiche sulla valutazione, si osservano mutamenti nelle scale nazionali. Ad esempio, in Gran Bretagna sino al 2018 nelle scuole secondarie si usava una scala in lettere; dal 2018 si è progressivamente passati ad una scala numerica, utilizzando i numeri da 9 (eccellenza) a 1 nella valutazione dei test del curriculum nazionale.
| Punteggio numerico | 9  | 8 | 7 | 6 | 5 | 4 | 3 | 2 | 1 |
| Voti in lettere    | A* | A | B | C | D | E | F | G | U |

Tale scelta viene spiegata con la possibilità offerta da questa scala di distinguere meglio tra gli studenti di diverso grado di abilità.

#### Scuole secondarie

##### Europa
In numerosi Paesi dell'Europa le scale dei voti delle scuole secondarie variano dai 4 ai 6 livelli. Ciò si osserva nei Paesi dell'Europa orientale, ad esempio:
- In Russia, per la scuola secondaria, come per l'Università, la scala presenta voti espressi in cifre da un minimo di 2 ad un massimo di 5. L'insufficienza corrisponde al 2; il 3 è la sufficienza, il 4 corrisponde a buono-distinto.[42]
- In Ucraina, per tutti i gradi di scuola la votazione va da un minimo di 1 ad un massimo di 12 secondo 4 livelli di competenze (1-3 – Insufficiente , 4-6 – Sufficiente, 7-9 – Buono, 10-12 – Eccellente).
- In Bulgaria, la scala della scuola secondaria esclude l'1 e arriva al 6 (raro), mentre in Polonia l'1 è compreso; In Repubblica Ceca, sono usati i voti da 1 a 5 ma, diversamente dagli altri stati, il 5 corrisponde all'insufficienza.

| Bulgaria - Scuola Secondaria | Bulgaria - Scuola Secondaria | Bulgaria - Scuola Secondaria | Polonia - Scuola secondaria | Polonia - Scuola secondaria | Polonia - Scuola secondaria | Ucraina - tutti i gradi di scuola | Ucraina - tutti i gradi di scuola |
| Grado                        | Traduzione                   | Punti                        | Voto                        | Grado                       | Traduzione                  | Grado                             | Traduzione                        |
| ---------------------------- | ---------------------------- | ---------------------------- | --------------------------- | --------------------------- | --------------------------- | --------------------------------- | --------------------------------- |
| Отличен 6                    | Eccellente                   | 95-100                       | 6                           | Celujący                    | Eccellente                  | 10-12                             | Eccellente                        |
| Отличен                      | Ottimo                       | 84-94,75                     | 5                           | Bardzo dobry                | Molto buono                 | 7-9                               | Lodevole                          |
| Много добър                  | Molto buono                  | 62,5–83,75                   | 4                           | Dobry                       | Buono                       | 4-6                               | Buono                             |
| Добър                        | Buono                        | 40,75-62,25                  | 3                           | Dostateczny                 | Abbastanza buono            | 1-3                               | Insufficiente                     |
| Среден                       | Medio                        | 30-40,5                      | 2                           | Dopuszczający               | Sufficiente                 |                                   |                                   |
| Слаб 2                       | Insufficiente                | 29,75 incluso                | 1                           | Niedostateczny              | Insufficiente               |                                   |                                   |

In Romania la votazione a conclusione della scuola secondaria si esprime attraverso voti che vanno dall'1 come voto minimo (l'1 è un voto molto raro) al 10 come voto massimo; la sufficienza viene rappresentata dal 5 in ciascuna disciplina; tuttavia deve essere almeno 6 la media del rendimento complessivo.
In Macedonia del Nord, Bosnia ed Erzegovina, i voti da 1 a 5 o da 2 a 6 (livello dell'eccellenza) sono usati nelle scuole secondarie.
| Bosnia ed Erzegovina Scuola primaria e secondaria | Bosnia ed Erzegovina Scuola primaria e secondaria | Bosnia ed Erzegovina Scuola primaria e secondaria | Slovenia | Slovenia   | Slovenia      |
| Voto                                              | Grado                                             | Traduzione                                        | Voto     | Grado      | Traduzione    |
| ------------------------------------------------- | ------------------------------------------------- | ------------------------------------------------- | -------- | ---------- | ------------- |
| 5                                                 | Odličan                                           | Eccellente                                        | 5        | Odlično    | Eccellente    |
| 4                                                 | Vrlo dobar                                        | Ottimale                                          | 4        | Prav dobro | Distinto      |
| 3                                                 | Dobar                                             | Buono                                             | 3        | Dobro      | Buono         |
| 2                                                 | Dovoljan                                          | Sufficiente                                       | 2        | Zadostno   | Sufficiente   |
| 1                                                 | Nedovoljan                                        | Insufficiente                                     | 1        | Nezadostno | Insufficiente |

Nei Paesi dell'Europa centrosettentrionale si riscontrano ancora scale da 1 a 5 o a 6, come si è visto per la Germania.
| Voto | Descrizione    | Traduzione               | Equivalent ECTS mark |
| ---- | -------------- | ------------------------ | -------------------- |
| 12   | Fremragende    | Eccellente               | A                    |
| 10   | Fortrinlig     | Ottimo                   | B                    |
| 7    | God            | Buono                    | C                    |
| 4    | Jævn           | Discreto                 | D                    |
| 02   | Tilstrækkelig  | Sufficiente              | E                    |
| 00   | Utilstrækkelig | Insufficiente            | Fx                   |
| -3   | Ringe          | Gravemente insufficiente | F                    |

In Danimarca, il sistema scolastico non prevede voti fino all’età di 14 anni (circa). La griglia di votazione syv-trins-skalaen è composta da 7 livelli, da 12 a -3, con il 12 come voto massimo. È stata introdotta nel 2007 per rendere i voti danesi più comparabili in un contesto internazionale e quindi per essere compatibile con la scala universitaria per il trasferimento dei crediti universitari ECTS, European Credit Transfer System.
In Austria la votazione va da un massimo di 1 ad un minimo di 5. La sufficienza corrisponde a 4. La lode (mit ausgezeichnetem Erfolg bestanden) si assegna se la media di tutte le valutazioni è di 1.5 e nessun voto inferiore a 3. 
| Nota | Significato | Nota | Significato               |
| ---- | ----------- | ---- | ------------------------- |
| 6.0  | Ottimo      | 3.5  | Insufficienza leggera     |
| 5.5  | Molto buono | 3.0  | Insufficiente             |
| 5.0  | Buono       | 2.5  | Insufficienza grave       |
| 4.5  | Discreto    | 2.0  | Insufficienza molto grave |
| 4.0  | Sufficiente | 1.5  | Nettamente insufficiente  |
|      |             | 1.0  | Nettamente insufficiente  |

La scala sopra rappresentata - da 1 a 6 - utilizzata nella scuola secondaria e nell'educazione terziaria, è la più comune in Svizzera, dove si applica un'ampia gamma di sistemi di valutazione, che variano da cantone a cantone. I voti interi sono intervallati da cinque decimi. La sufficienza corrisponde a 4.
Altre scale in Europa, oltre a quella tedesca del Gymnasium o quella danese, prevedono scale con voti superiori al 10. In Francia si va generalmente da 0 (voto minimo) a 20 (voto massimo) e la sufficienza si raggiunge con il 10; alcune scuole utilizzano il sistema da 0 a 10. Secondo l'ordinamento francese, se si ha una media dell'8-9/10 si ha la possibilità di arrivare al 10 sostenendo degli esami addizionali.

##### America settentrionale
Negli Stati Uniti, non esistendo una scala nazionale obbligatoria a livello nazionale, viene utilizzata una varietà di sistemi. La scelta del sistema di valutazione compete esclusivamente alla singola scuola o istituto di istruzione superiore, anche se la maggior parte usa una scala di 100 punti.
Come in Canada, la votazione spesso si esprime con le lettere dell'alfabeto, ognuna corrispondente ad una percentuale: per esempio le lettere "D" e "B" corrispondono rispettivamente al 60/69% e all'80/89%. La lettera che esprime la massima valutazione è "A", mentre quelle che esprimono una valutazione insufficiente sono E/F.
|       | Esempio di scala di voti nella scuola secondaria negli Stati Uniti d'America | Esempio di scala di voti nella scuola secondaria negli Stati Uniti d'America |
| Voto  | Percentuale                                                                  | GPA                                                                          |
| ----- | ---------------------------------------------------------------------------- | ---------------------------------------------------------------------------- |
| A     | 90–100                                                                       | 4.0                                                                          |
| B     | 80–90                                                                        | 3.0                                                                          |
| C     | 70–80                                                                        | 2.0                                                                          |
| D     | 60–70                                                                        | 1.0                                                                          |
| E / F | 0–60                                                                         | 0.0                                                                          |

Nella tabella a fianco è riportato anche il rendimento scolastico complessivo - GPA (Grade Point Average) - rappresentato da un singolo numero cumulativo, ottenuto traducendo i voti delle lettere su una scala numerica che in genere varia da 0,0 a 4,0. Il GPA può incidere sulle possibilità dello studente di entrare all'università e ottenere un lavoro. La definizione di un buon GPA varia a seconda della specializzazione e del rigore di una scuola.
Le variazioni riguardandano, per altro verso, le Honor Classes (corsi avanzati), che richiedono agli studenti compiti più impegnativi rispetto ai corsi regolari, e le classi AP (Advanced Placement), che introducono gli studenti delle scuole superiori a una rigorosa formazione a livello universitario, fornendo crediti universitari se gli studenti ottengono punteggi sufficientemente alti negli esami. In molte scuole superiori, le Honor Classes di solito aggiungono 0,5 punti al GPA (ad esempio, un GPA 3,5 verrebbe aumentato a 4,0), mentre le classi AP spesso aggiungono 1 punto (ad esempio, un GPA 3,5 verrebbe aumentato a 4,5).
| Voto | Percentuale  | Voto | Percentuale | Voto | Percentuale | Voto | Percentuale | Voto                           | Percentuale                    |
| ---- | ------------ | ---- | ----------- | ---- | ----------- | ---- | ----------- | ------------------------------ | ------------------------------ |
| A+   | 97.00–100.00 | B+   | 87.00-89.99 | C+   | 77.00-79.99 | D+   | 67.00-69.99 | F                              | 0.00-59.99                     |
| A    | 93.00-96.99  | B    | 83.00-86.99 | C    | 73.00-76.99 | D    | 63.00–66.99 | I, E, N, G, U, F: meno del 60% | I, E, N, G, U, F: meno del 60% |
| A-   | 90.00-92.99  | B-   | 80.00–82.99 | C-   | 70.00-72.99 | D-   | 60.00-62.99 | I, E, N, G, U, F: meno del 60% | I, E, N, G, U, F: meno del 60% |

Alcuni stati tra cui Carolina del Sud, Indiana, Louisiana, Nebraska, New Jersey, Carolina del Nord, Dakota del Nord, Oregon, Pennsylvania, Tennessee, Illinois e Virginia usano anche la griglia di valutazione del corso Honors/AP e per ricavare il voto effettivo si utilizza una scala in percentuale.

##### America meridionale
In Argentina, come in Brasile e in Messico (dove coesiste una scala in centesimi), la scala dei voti delle scuole secondarie va rispettivamente da un massimo di 10 ad un minimo di 1 e 0. La sufficienza corrisponde a 4 in Argentina, come in Cile, dove però il massimo è 7; a 5 o 6 in Brasile; a 6 (e a 60/100) in Messico. In Bolivia, dove la votazione va da un massimo di 100% ad un minimo di 0%, la sufficienza corrisponde a 50%.

##### Asia
Il sistema anglosassone - standard, oppure con ulteriore gradazioni tra una lettera e un'altra (ad esempio: A+, B-, ...) - si utilizza in Afghanistan, in Kazakistan, in Malaysia, in Nepal, in Pakistan, In India (in quest'ultima la C è la sufficienza, segue l'insufficienza), come in Indonesia. Anche in Arabia Saudita si usa un metodo identico alla votazione anglosassone (tuttavia è assente la lettera E).  In Iran, come in Libano, il sistema della scuola secondaria è in ventesimi.
In Cina, in Giappone si usano voti in centesimi, e così in Corea del Sud, dove il primo risultato corrisponde all'eccellenza (90-100), l'ultimo all'insufficienza (0-59); anche a Taiwan si usano voti in centesimi, il primo risultato, che raggruppa i primi due decimi (80-100) corrisponde all'eccellenza, l'ultimo all'insufficienza.
In Iraq e in Israele si adottano le percentuali, la sufficienza parte dal 50% in Iraq, dal 55% in Israele.

#### Comparabilità delle scale nazionali dei voti, per la mobilità degli studenti
Di fronte alle diversità dei sistemi a livello internazionale si è posta la questione della comparabilità dei voti al fine di favorire la mobilità degli studenti. Per questo si costruiscono, a vari livelli, tabelle di corrispondenza formale: dalla tabella allegata alla Delibera della provincia di Trento  "Linee guida per la valutazione degli studenti delle scuole secondarie di secondo grado della Provincia di Trento rientranti dai soggiorni-studio all'estero di un anno scolastico o di un periodo inferiore all'interno dell'anno scolastico" (2018)  al sito europeo di Eurydice, a quello statunitense WENR, in cui si riportano i profili educativi di Paesi dei cinque continenti, spesso accompagnati dalle scale di valutazione della scuola secondaria e dell'università, rapportate al sistema statunitense.
Per quanto riguarda i Paesi europei, una proposta è stata elaborata nel 2018 riguardante l'adozione di un Sistema per l'assegnazione di voti da parte del numero ristretto delle Scuole Europee, primarie e secondarie. Tale sistema contiene voti numerici e voti alfabetici. Nel ciclo primario (S1-S3) vengono utilizzati solo voti espressi in lettere, in coerenza - si spiega - con l'approccio più olistico alla valutazione. Diversamente, per favorire la progressione verso il Baccelierato, voti numerici, interi e mezzi, vengono utilizzati a partire dal livello S4. In S7 (del settimo anno) sono utilizzati segni numerici decimali.